# Ausztria budapesti nagykövetsége
Ausztria budapesti nagykövetsége (németül: Österreichische Botschaft Budapest) a két ország kapcsolatainak kiemelt intézménye, az önálló Ausztria legrégebbi külképviseleteinek egyike (1918-ban nyitották). A követség épülete Budapest VI. kerületében, a Benczúr utca 16. szám alatt található, a nagykövet 2020-ban Alexander Grubmayr.

## Története
Az Osztrák–Magyar Monarchia felbomlása pillanatában a legfontosabb reláció az osztrákoknak a magyar, a magyaroknak az osztrák lett, hiszen mindaz, ami addig belpolitikai kérdés volt, ettől kezdve külpolitikai tényezővé vált. Ausztria (1919 őszéig Német-ausztriai Köztársaság) ezért már a szétválást követő hetekben, 1918. november 22-én megbízta Hans Cnoblocht, hogy képviselje az új kormányt Magyarországon. Cnobloch jó választásnak bizonyult, 1922-ig vezette a missziót, jelentései, táviratai, az osztrák külüggyel folytatott telefonbeszélgetéseinek leiratai évtizedek óta fontos forrásai a korszak kutatóinak. A követség a két világháború között az V. Akadémia utca 17. szám alatt működött. 1938. március 12-én a Német Birodalom megszállta Ausztriát, létrejött az anschluss, ezzel Ausztria önálló állami léte átmenetileg befejeződött, a követség munkája pedig ellehetetlenült, hiszen Magyarországon már volt német követség, ezért az osztrák külképviseletet felszámolták, az utolsó követ, Eduard Baar-Baarenfels április 4-én elutazott Magyarországról, ám hazájában védőőrizetbe vették.
A második világháborút követően 1946 februárjában érkezett Budapestre Meinrad Falser követségi tanácsos, hogy képviselője legyen hazájának. A II. kerületi Árvácska utcában nyitott irodát, ami több mint egy évtizedig volt címe az osztrák képviseletnek. 1947 elején került sor először politikai képviseleti, majd 1948-ban követségi szintű intézmény nyitására. Az első követségi ügyvivő (nem követ) Paul Wilhelm-Heininger volt 1948. március 3-tól. 1954-ig kölcsönösen csak ügyvivők teljesítettek szolgálatot, az úgynevezett követek cseréje jegyzékváltásnak köszönhetően az első tényleges követ – Olivier Rességuier – kinevezésére 1954. augusztus 23-án került sor.
A Benczúr utcai épületben 1959 óta bérel irodákat az Osztrák Köztársaság, az egész követségi apparátus átköltöztetésére az Árvácska utcából azonban csak 1961. december 4-én került sor, majd 1969. augusztus 13-án az osztrákok megvásárolták az épületet.
1964. október 31-én emelték nagykövetségi szintűvé az intézményt, az első osztrák nagykövet Simon Koller lett.